# Яблоков, Борис Николаевич
Борис Николаевич Яблоков (10.12.1926 — ?) — советский физик, лауреат Государственной премии СССР (1981), кандидат физико-математических наук (1968).

## Биография
Родился 10.12.1926.
С 1948 г. работал в эталонной лаборатории (позже — ЛФМП) ФИAН, первое время — вместе с П. А. Черенковым. Позже в должности старшего и ведущего научного сотрудника заведовал Лабораторией проблем новых ускорителей.

## Научная деятельность
Главный автор проекта специализированной установки БИН (Быстрый Импульсный Накопитель) с параметрами, обеспечивающими лучшее согласование с плазменной нагрузкой, и предназначенной для работы в токовом режиме (режиме, близком к короткому замыканию).

### Научные труды
Диссертации:
- Электронный кольцевой фазотрон: диссертация кандидата физико-математических наук: 01.00.00. — Москва, 1968. — 119 с[1].

Сочинения:
- Накопление релятивистских частиц: сб. ст. / В. Н. Канунников, А. П. Фатеев, Б. Н. Яблоков; ред. А. Н. Лебедев. — Москва : Госатомиздат, 1963. — 232 с.
- А. Ш. Айрапетов, А. М. Маркеев, Р. А. Мещеров, Б. Н. Яблоков, «Низкочастотная автомодуляция сильноточного электронного пучка», ЖТФ, 57:1 (1987), 81-85
- Фатеев А. П., Яблоков Б. Н. Кольцевой циклотрон — ускоритель с вертикально растущим магнитным полем // Атомная энергия. Том 8, вып. 6. — 1960. — С. 552.
- Ускорители / Б.Н. Яблоков. — Госатомиздат, 1962. — 559 с. — 6100 экз.

## Награды и звания
- Государственная премия СССР (1981, в составе коллектива) — за цикл работ по разработке научно-технических основ и созданию мощных импульсных электронных ускорителей с водяной изоляцией.